# Miribel-les-Échelles
Pour les articles homonymes, voir Miribel.
Miribel-les-Échelles est une commune française située dans le département de l'Isère, en région Auvergne-Rhône-Alpes.
La plus grande partie de la commune se situe à 600 mètres d'altitude, au pied du col des Mille Martyrs, dans le prolongement septentrional d'un vaste plateau jurassien qui s'étend depuis le plateau du Grand-Ratz, jusqu'à la chaîne de l'Épine, en Savoie, non loin du massif de la Chartreuse, situé plus à l'est. Miribel-les-Échelles est une des communes adhérentes à la communauté de communes Cœur de Chartreuse, dont le siège est situé dans la commune voisine d'Entre-Deux-Guiers.
Ses habitants sont appelés les Miribelain(e)s, selon le site communal. Les ouvrages spécialisés donnent quant à eux la forme, par erreur, Miribelins,.

## Géographie

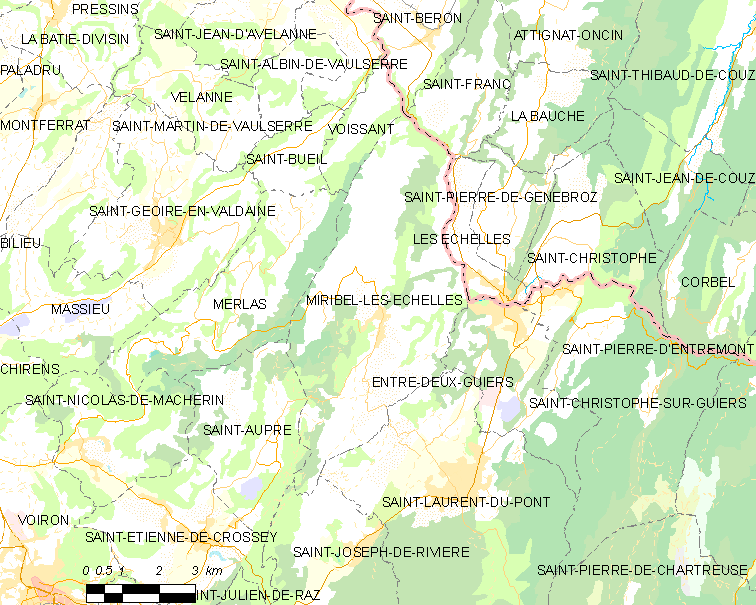
Plan du territoire de Miribel-les-Échelles et des communes limitrophes.

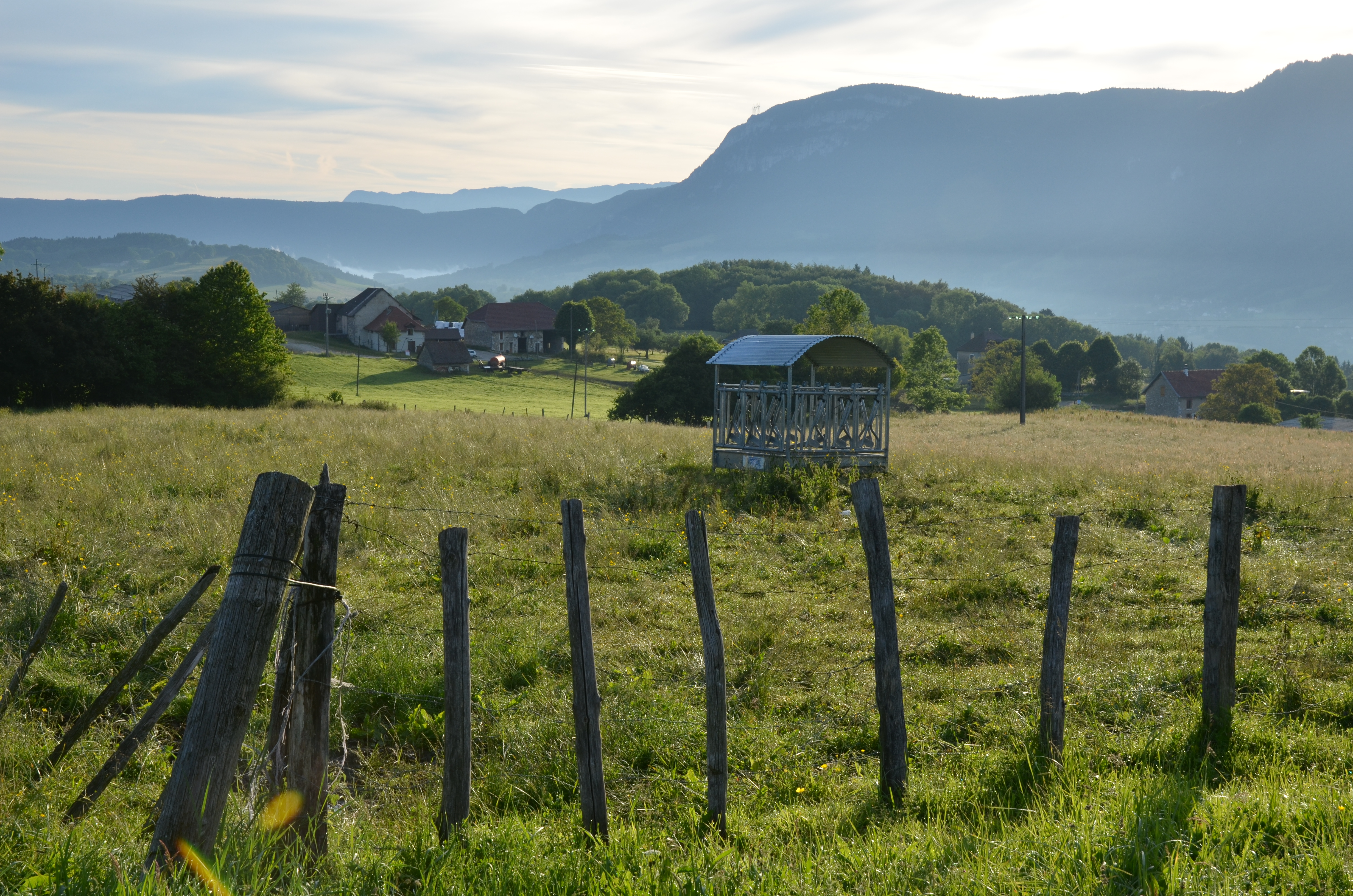
Le plateau de Miribel (Montagne).

### Situation et description
Positionnée sur une colline qui fait face du massif de la Chartreuse, Miribel-les-Échelles se présente comme un balcon sur ce massif préalpin.
Rattachée au canton de Chartreuse-Guiers, cette commune est également adhérente au parc naturel régional de la Chartreuse.
Le centre du bourg de Miribel se situe, par la route, à environ 15 km de Voiron. Le village est également situé, par la route, à 40 km de Grenoble, préfecture de l'Isère, 94 km de Lyon, préfecture de la région Auvergne-Rhône-Alpes, 315 km de Marseille, ainsi qu'à environ 570 km de Paris.

### Géologie et relief
Le territoire de Miribel-les-Échelles est essentiellement positionné sur le prolongement septentrional de la « montagne », un étroit plateau qui se rattache au domaine jurassien par sa structure et son relief. 
Le col des Mille Martyrs, traversé par la RD28, sépare le territoire de Miribel-les-Échelles avec le flanc oriental de ce plateau (commune de  Merlas). Il s'agit d'un simple replat sur la large échine par laquelle se prolonge le chaînon du Ratz à cette latitude. L'urgonien affleure presque en dalles structurales sur le flanc oriental de la montagne.
Le Tourniquet de Pierre Chave, situé sur la RD.49 entre Miribel et le bourg de Saint-Aupre (marquant la limite des deux communes), est un passage étroit qui emprunte une gorge similaire à celles du Crossey, mais moins profonde et moins large. Celui-ci a sans doute été également forée par des écoulements de fonte glaciaire mais ceux-ci franchissaient la montagne à une altitude supérieure (environ 600 m). Cette voie d'évacuation a sans doute été parcourue seulement par une partie des eaux de fonte mais assez rapidement abandonnée, ce qui a eu pour conséquence son bien moindre élargissement et approfondissement que d'autres vallées, dites « sèches », identiques.

### Climat
Pour des articles plus généraux, voir Climat d'Auvergne-Rhône-Alpes et Climat de l'Isère.
En 2010, le climat de la commune est de type climat des marges montargnardes, selon une étude du Centre national de la recherche scientifique s'appuyant sur une série de données couvrant la période 1971-2000. En 2020, Météo-France publie une typologie des climats de la France métropolitaine dans laquelle la commune est exposée à un climat de montagne ou de marges de montagne et est dans la région climatique Alpes du nord, caractérisée par une pluviométrie annuelle de 1 200 à 1 500 mm, irrégulièrement répartie en été.
Pour la période 1971-2000, la température annuelle moyenne est de 10,2 °C, avec une amplitude thermique annuelle de 17,8 °C. Le cumul annuel moyen de précipitations est de 1 351 mm, avec 10,5 jours de précipitations en janvier et 7,6 jours en juillet. Pour la période 1991-2020, la température moyenne annuelle observée sur la station météorologique de Météo-France la plus proche, « St Aupre_sapc », sur la commune de Saint-Aupre à 4 km à vol d'oiseau, est de 11,0 °C et le cumul annuel moyen de précipitations est de 1 376,9 mm,. Pour l'avenir, les paramètres climatiques de la commune estimés pour 2050 selon différents scénarios d'émission de gaz à effet de serre sont consultables sur un site dédié publié par Météo-France en novembre 2022.

### Hydrographie
Le territoire de la commune est principalement bordé à l'est et au nord par un cours d'eau notable, le Guiers, une rivière de type torrentiel d'une longueur de 50 km, qui marqua autrefois la frontière entre la France et le duché de Savoie, puis le royaume de Sardaigne.

### Voies de communication et transport

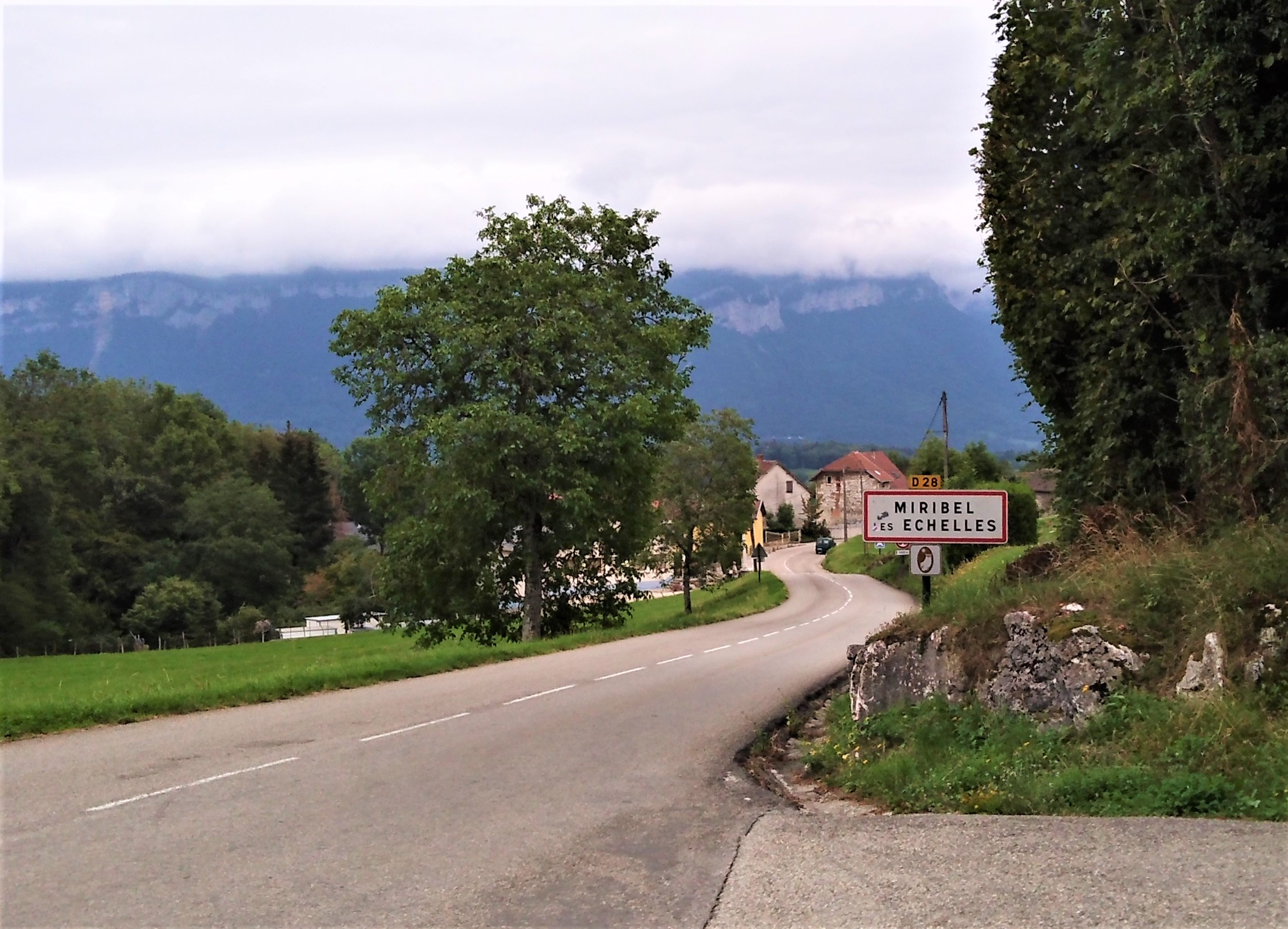
Entrée de Miribel-les-Échelles sur la RD 28.

Le territoire de la commune de Miribel-les-Échelles est situé à l'écart des voies de grande circulation. Les autoroutes les plus proches sont l'A48 qui relie l'agglomération lyonnaise à celle de Grenoble et l'A43 qui relie l'agglomération lyonnaise à celles de Chambéry et d'Annecy.
Le territoire est cependant traversé par des routes départementales d'importance secondaires dont :
- la RD28 qui relie la commune de Saint-Geoire-en-Valdaine à celle de Saint-Laurent-du-Pont après avoir franchi le col des Mille Martyrs, à 874 m d'altitude ;
- la RD49 qui relie la commune de Saint-Étienne-de-Crossey (raccordement à la RD520) à la commune d'Entre-Deux-Guiers (raccordement à la RD102c).

## Urbanisme

### Typologie
Au 1er janvier 2024, Miribel-les-Échelles est catégorisée commune rurale à habitat dispersé, selon la nouvelle grille communale de densité à sept niveaux définie par l'Insee en 2022.
Elle est située hors unité urbaine. Par ailleurs la commune fait partie de l'aire d'attraction de Grenoble, dont elle est une commune de la couronne,. Cette aire, qui regroupe 204 communes, est catégorisée dans les aires de 700 000 habitants ou plus (hors Paris),.

### Occupation des sols
L'occupation des sols de la commune, telle qu'elle ressort de la base de données européenne d’occupation biophysique des sols Corine Land Cover (CLC), est marquée par l'importance des territoires agricoles (63,5 % en 2018), une proportion sensiblement équivalente à celle de 1990 (63,9 %). La répartition détaillée en 2018 est la suivante : 
prairies (54,7 %), forêts (35 %), zones agricoles hétérogènes (8,8 %), zones urbanisées (1,5 %). L'évolution de l’occupation des sols de la commune et de ses infrastructures peut être observée sur les différentes représentations cartographiques du territoire : la carte de Cassini (XVIIIe siècle), la carte d'état-major (1820-1866) et les cartes ou photos aériennes de l'IGN pour la période actuelle (1950 à aujourd'hui).

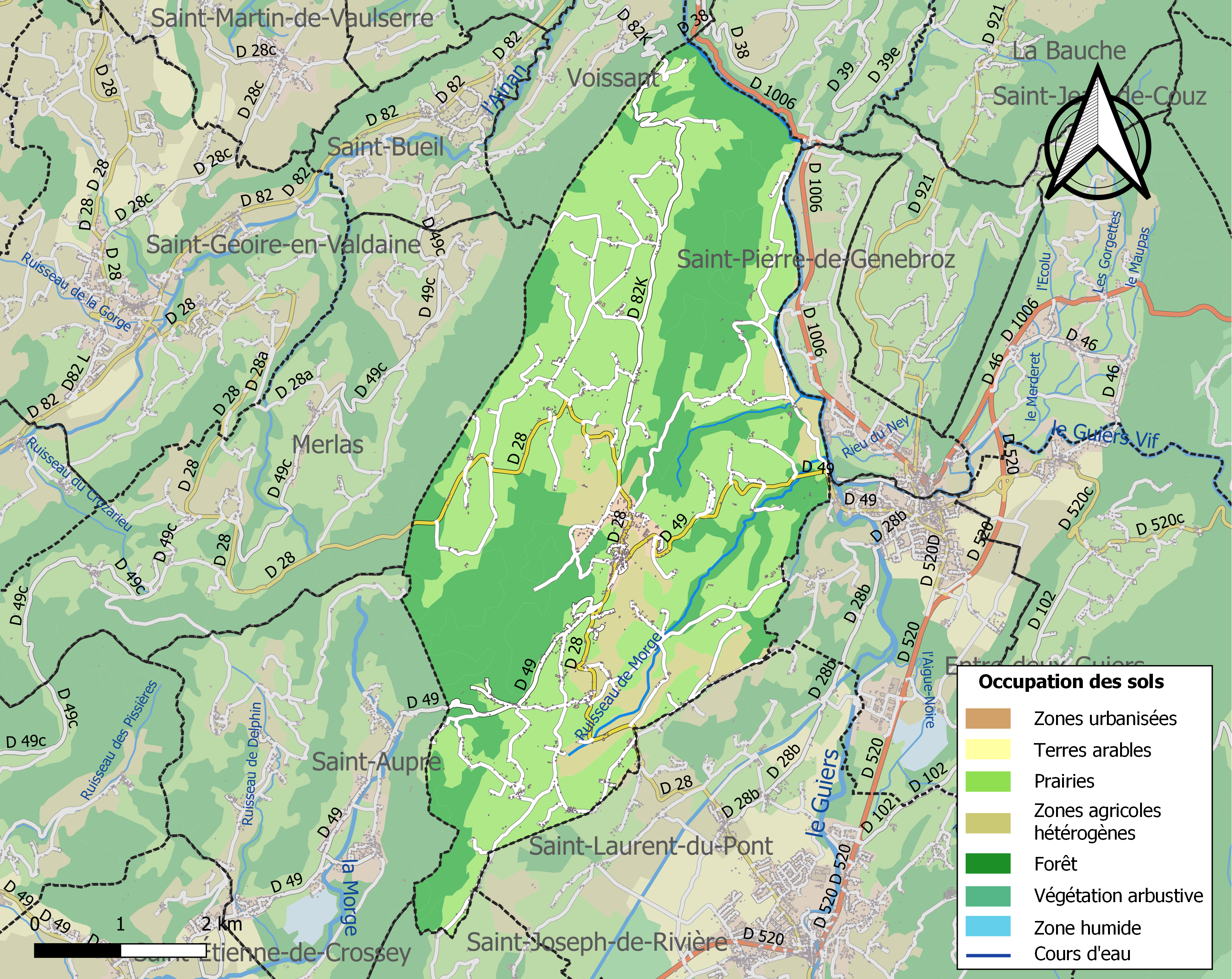
Carte des infrastructures et de l'occupation des sols de la commune en 2018 (CLC).

### Hameaux, lieux-dits et écarts
Voici, ci-dessous, la liste la plus complète possible des divers hameaux, quartiers et lieux-dits résidentiels urbains comme ruraux qui composent le territoire de la commune de Miribel-les-Échelles, présentés selon les références toponymiques fournies par le site géoportail de l'Institut géographique national.
| - Despierres - Chailles - Chataignier - Charton - Ferme Coquet - la Péréas - la Croix du Mont - la Giraudière - les Routes - le Bois Berger - Bois du Rocharey - la Montagne Dessus - la Montagne - la Montagne Dessous - le Colin - Chapelle - Grange du lac | - la Croix des Lépreux - la Mortière - la Michalière - le Haut Til - le Til - le Buyat - la Servagette - la Croix de Saint-Roch - le Grand Cossert - Bois du Lignarey - le Mas - le Billard - la Mortière - le Grand Champ - le Chenavas - Le Grand Taillis - Le Seuil de la Pierre | - la Combe - Sous le Bois - Roche Ruaz - Pierre Aigüe - Marfay - le Fayeux - le Chaboud - Essartière - Chez Raynaud - le Frou - la Croix de Tempêtat - le Vilard - Pierrafite - le Castel - Michalat - Le Colin - Le fontanil | - Manjotier - Chez Feugier - la Sagne - Morge - l'Enclos - Saint-Anthelme - la Bourgeat - le Guillet - Billionière - le Fontanil - les Emptos - le Moulin - les Allégrets - le Buisson Rond - Saint-Roch - la Planche - les Moulins | - les Bâches - la Croix Cocat - Basbolin - le Buisson Rond - les Vernays - la Passardière - Ferralière - le Camus - la Grassetière - Barneriat - la croix du Perron - Fasolet - Château de la Pierre - Pierre-Chave - La Côte - les Châtaigners - le Billard - Passardière |

### Risques naturels et technologiques

#### Risques sismiques
L'ensemble du territoire de la commune de Miribel-les-Échelles est situé en zone de sismicité n°4 (sur une échelle de 1 à 5), non loin de la zone n°3 située plus à l'ouest.
| Type de zone | Niveau            | Définitions (bâtiment à risque normal) |
| ------------ | ----------------- | -------------------------------------- |
| Zone 4       | Sismicité moyenne | accélération = 1,6 m/s2                |

## Toponymie

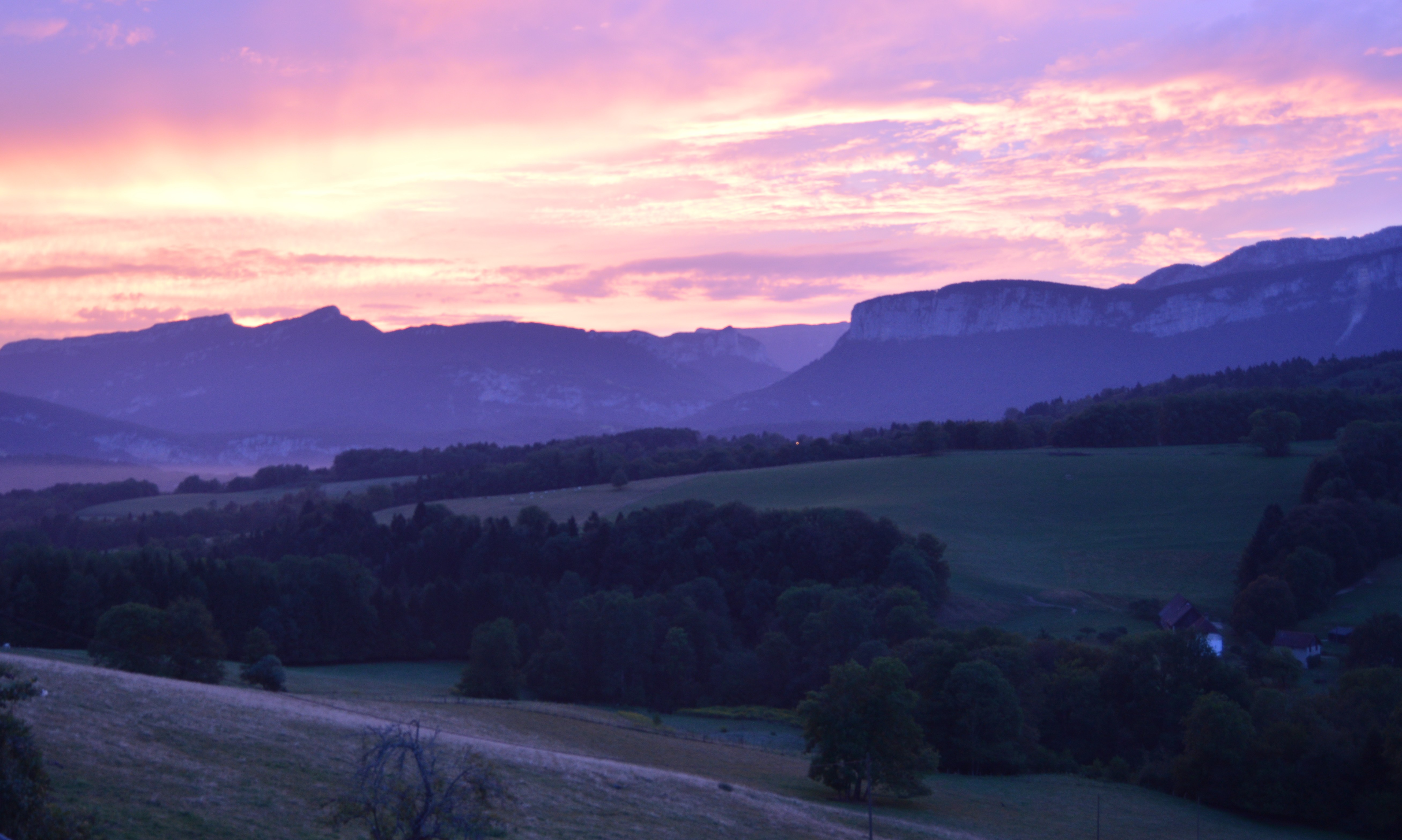
Miribel-les-Echelles est surnommé « le balcon de Chartreuse », en raison de la vue sur le massif du même nom.

Attestée sous les formes Mirabel et Miribel au XIe siècle, Mandamentum et Miribellum au XIIe siècle. Situé à proximité de la commune des Échelles, la forme toponymique a également été Miribel-près-les-Échelles avant de se contracter sous la forme actuelle.
En latin populaire le verbe regarder se disait « mirare », en latin classique « mirari », en francoprovencal « mira », en vieux français « mirer ». Associé à bel et beau, il a donné naissance à ce toponyme et désigne un lieu « un lieu élevé, bien en vue, d'où l'on voit au loin ».

## Histoire

### Préhistoire et Antiquité

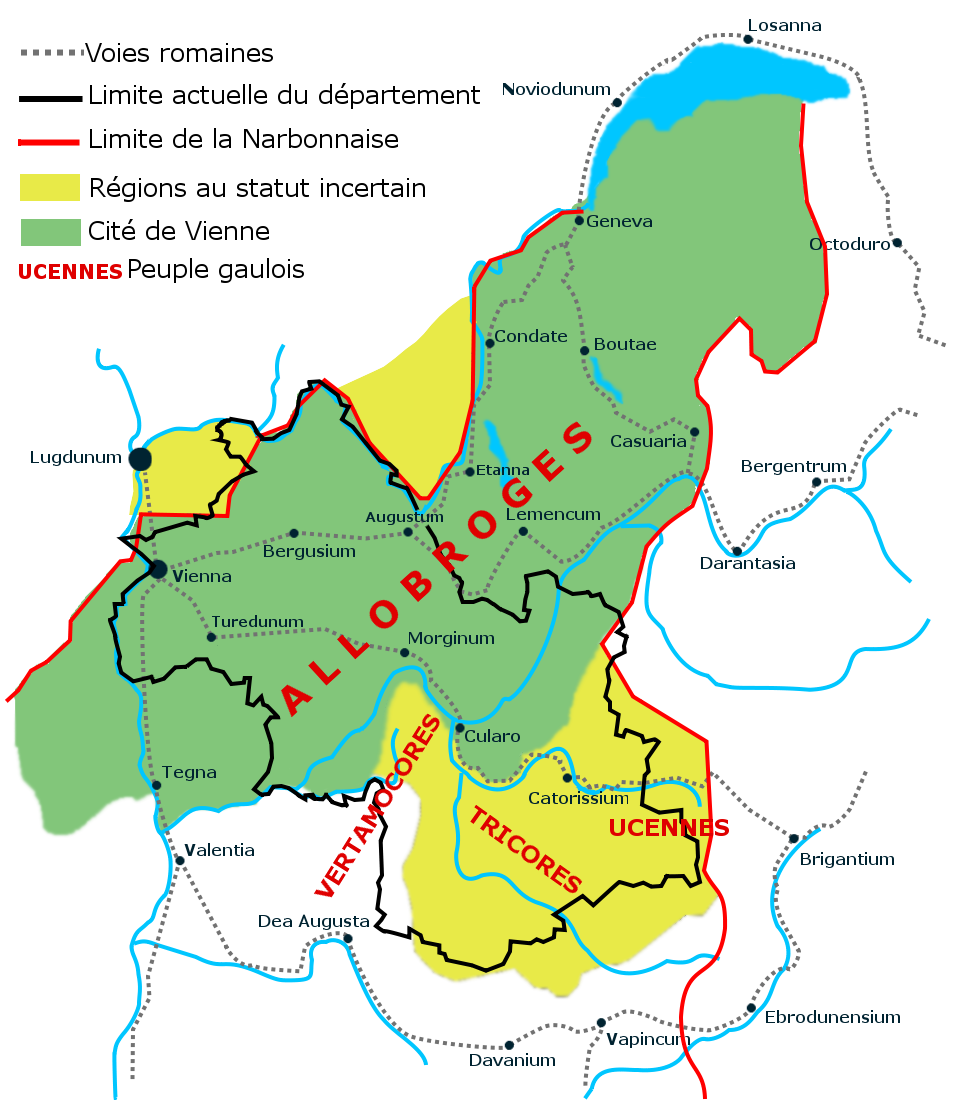
Territoire des Allobroges

Une présence humaine préhistorique semble être attestée par plusieurs blocs rocheux auxquels on attribue (sans pour autant en être sûr) la qualification  de dolmens ou encore de pierres druidiques. Plusieurs sont présents sur la commune. Le plus imposant est situé entre Merlas et Miribel et est nommé Pierre à Mata,. Il a été jusqu'au début du XIXe siècle été le lieu de divers cultes et traditions locales. D'autres blocs sont présents dans la commune : la pierre du Neyset, au lieu-dit du même nom, la pierre à cupules, dressée devant la caserne des pompiers, la pierre Aiguë, anciennement appelée pierre du Frou, la pierre à Sacrifices et le rocher de Lentillère.
Dès le Ve siècle av. J.-C., les Allobroges occupent le territoire compris entre le Rhône et les Alpes. Comme témoin de cette occupation, plusieurs monnaies jadis utilisées par ce peuple furent mises au jour, non loin de là, sur la commune de Saint-Laurent-du-Pont, à Villette, un trésor monétaire dans lequel se trouvaient des monnaies datant de 141 à 45 av. J.-C. et dont certaines sont aujourd'hui propriété de la Bibliothèque municipale de Grenoble et du Musée dauphinois.
La région fut soumise à Rome en 121 av. J.-C., bien avant la conquête de la Gaule par Jules César en 58 av. J.-C.

### Moyen Âge
Au Ve siècle, Rome est en proie à de multiples invasions barbares (Vandales…) mais dans notre région, il faudra attendre l'arrivée des Burgondes vers 443 pour pouvoir observer un établissement de longue durée.
En 493, Clovis Ier roi des Francs, épouse à Soissons Clotilde, fille du frère des rois Burgonde Gondebaud et Godisel, respectivement rois de Vienne et de Genève. Clovis, de son vivant, tenta de conquérir Vienne en vain. Ce sont seulement ses fils qui parviendront, en 534 à réunir la Burgondie au royaume franc.
À la mort de Louis le Bègue en 879, le Sud-Est de la Gaule se sépare de l'Empire franc. Cela est dû à l'élévation à la royauté, après l'assemblée de Mantaille, du comte Boson, un parent de Charles le Chauve ; il devient alors roi de Provence. Cette lignée des Bosonides va s'éteindre en 933 pour laisser place aux  Rodolphiens. Ces rois se succéderont au pouvoir jusqu'à la mort de Rodolphe III de Bourgogne en 1032.
Auparavant, Brochard, archevêque de Vienne, avait reçu en 1023, de la reine Hermangarde, une partie de ces terres. Brochard inféode ensuite cette province à deux seigneurs : Humbert aux Blanches Mains pour la partie nord, ce qui fut l'origine du comté de Savoie, Guigues le vieux, comte d'Albon, pour la partie sud, ce qui deviendra le Dauphiné.
Miribel, situé aux confins de ces deux régions faisait donc l'objet d'ardentes convoitises.

### Fondation du prieuré et Histoire jusqu'en 1789
La fille de Humbert aux Blanches mains y envoya des moines bénédictins. Puis, un dénommé Borno, originaire de Vienne, fut le premier seigneur de ce lieu. Il prit, dès lors, le nom de de Miribel. Cette famille demeura à la tête de la seigneurie jusqu'au XVe siècle. Un château, d'abord en bois puis en pierre, fut édifié sur l'emplacement actuel de la chapelle de Notre Dame du Château. Après les de Miribel, les de Robe, les de Thomassin, les de Galles et les Chartreux se succédèrent, jusqu'à la révolution de 1789. Avant le traité de Paris en 1355, Miribel est souvent passée sous domination savoyarde.
Le château fut détruit en juillet 1595 par le duc François de Bonne de Lesdiguières, dans un contexte de guerres de religion. Seules quelques ruines subsistèrent jusqu'au XIXe siècle. Aujourd'hui, une petite section d'un mur est toujours visible.

### Époque contemporaine

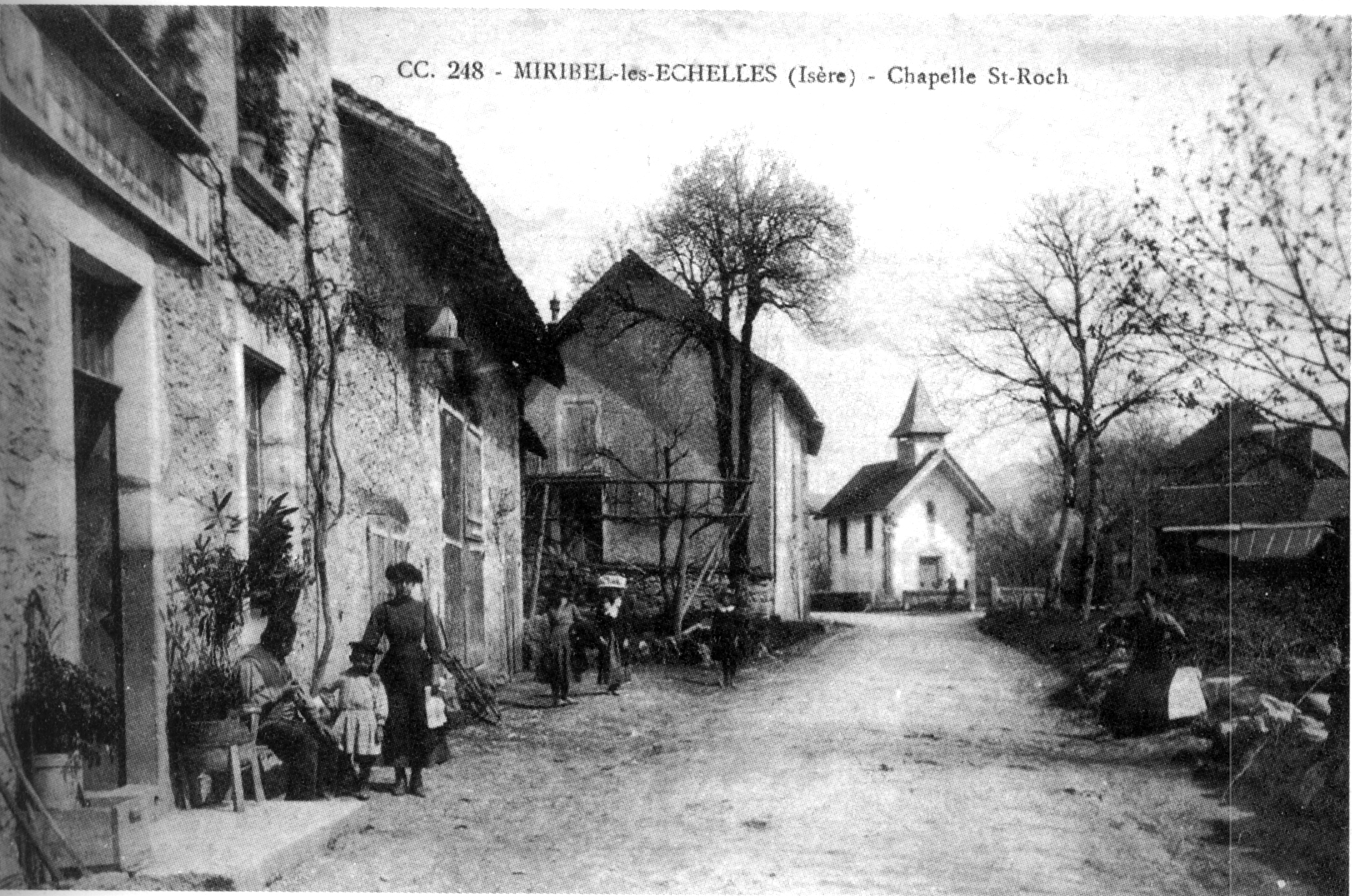
Le village et la chapelle Saint-Roch en 1908.

Les Chartreux ont été dépossédés de leurs terres à la Révolution et Miribel est devenue une commune.
En ce qui concerne sa démographie, au XIXe siècle, avec près de 3 000 habitants, Miribel-les-Échelles était plus peuplé que la ville voisine de Saint-Laurent-du-Pont. Plus tard, elle connaîtra une perte importante d'habitants du fait de sa faible intégration dans l'industrialisation et de la perte d'une partie de son territoire en 1914. Depuis maintenant 40 ans, la tendance démographique est repartie à la hausse.
Le XIXe siècle a été marqué par la construction de plusieurs édifices importants :
- L'église, inaugurée en 1880 est un monument très imposant. De style néoroman, elle étonne par grandeur intérieure.
- Le monument de Notre Dame du Château (1866), puis la Chapelle (1899) sont des éléments très importants du patrimoine de la commune.
- La chapelle de l'Alumnat, dont la première pierre fut posée en 1898, est aujourd'hui au centre d'un projet de restauration et d'animations culturelles

Pendant la première guerre mondiale, 54 soldats miribelains sont morts pour la France.
Même si la fin du XXe siècle a été marquée par la disparition de nombreux commerces, Miribel n'en reste pas moins aujourd'hui un village dynamique et animé.

## Politique et administration

### Liste des maires
| Période                                  | Période  | Identité               | Étiquette | Qualité         |
| ---------------------------------------- | -------- | ---------------------- | --------- | --------------- |
| avant 1981                               | ?        | François Chandesris    |           |                 |
| 1989                                     | 2014     | Maurice Allegret-Cadet |           |                 |
| 2014                                     | 2020     | Gilles Périer-Muzet    | DVG       | Cadre supérieur |
| 2020                                     | En cours | Williams Dufour        |           |                 |
| Les données manquantes sont à compléter. |          |                        |           |                 |

## Population et société

### Démographie
L'évolution du nombre d'habitants est connue à travers les recensements de la population effectués dans la commune depuis 1793. Pour les communes de moins de 10 000 habitants, une enquête de recensement portant sur toute la population est réalisée tous les cinq ans, les populations de référence des années intermédiaires étant quant à elles estimées par interpolation ou extrapolation. Pour la commune, le premier recensement exhaustif entrant dans le cadre du nouveau dispositif a été réalisé en 2008.

En 2022, la commune comptait 1 740 habitants, en évolution de +1,16 % par rapport à 2016 (Isère : +3,07 %, France hors Mayotte : +2,11 %).
| 1793  | 1800  | 1806  | 1821  | 1831  | 1836  | 1841  | 1846  | 1851  |
| ----- | ----- | ----- | ----- | ----- | ----- | ----- | ----- | ----- |
| 2 020 | 2 462 | 2 557 | 2 536 | 2 711 | 2 895 | 2 935 | 2 790 | 2 707 |

| 1856  | 1861  | 1866  | 1872  | 1876  | 1881  | 1886  | 1891  | 1896  |
| ----- | ----- | ----- | ----- | ----- | ----- | ----- | ----- | ----- |
| 2 551 | 2 405 | 2 350 | 2 269 | 2 167 | 2 070 | 1 933 | 1 891 | 1 808 |

| 1901  | 1906  | 1911  | 1921  | 1926  | 1931  | 1936  | 1946  | 1954  |
| ----- | ----- | ----- | ----- | ----- | ----- | ----- | ----- | ----- |
| 1 772 | 1 713 | 1 720 | 1 380 | 1 377 | 1 275 | 1 298 | 1 317 | 1 275 |

| 1962  | 1968  | 1975  | 1982  | 1990  | 1999  | 2006  | 2008  | 2013  |
| ----- | ----- | ----- | ----- | ----- | ----- | ----- | ----- | ----- |
| 1 218 | 1 209 | 1 245 | 1 442 | 1 607 | 1 708 | 1 733 | 1 743 | 1 739 |

| 2018  | 2022  | - | - | - | - | - | - | - |
| ----- | ----- | - | - | - | - | - | - | - |
| 1 721 | 1 740 | - | - | - | - | - | - | - |

### Enseignement
Rattachée à l'académie de Grenoble, la commune compte une école maternelle ainsi qu'une élémentaire, les Montagnols. Auparavant, une seconde école élémentaire privée était en service.
La commune a fait construire de nouveaux locaux pour l'école maternelle et a rénové l'ancienne école privée qui est devenue l'école élémentaire.
La démographie de la commune pousse à la réflexion d'une construction d'une nouvelle école afin d'améliorer les effectifs des classes et la logistique. La construction est en cours et sera un agrandissement de l'ancienne école privée Sainte Anne.

### Équipement culturel et sportif
Le village de Miribel dispose de plusieurs équipements sportifs et culturels :
- Deux salles des fêtes, dont une servant également de cantine scolaire.
- Deux terrains de tennis et un mur de squash
- Un stade de foot
- Un city-stade
- Des terrains de pétanque
- Une église et une chapelle où se tiennent régulièrement des concerts et des expositions
- Une scène en plein air à Notre-Dame-Du-Château.

### Événements
La vingtaine d'associations du village et la commune organisent de nombreux événements, parmi lesquels :
- L'association Ici Demain qui organise plusieurs manifestations : concert 1er samedi de juillet depuis 2016, A l'Air Libre marché de producteurs et troc aux plantes en avril, plusieurs petits concerts dans l'année.
- L'association CAP : Chartreuse Agriculture Paysanne organise des Journées Paysannes au mois de septembre avec animations
- L'association Le Sou des Écoles organise plusieurs événements dans l'année (marché de Noël, participation à L'air Libre, aux journées Paysannes ...)
- Le comité des fêtes organise chaque année le carnaval des enfants (février) le feu de la Saint Jean (juin), un Rallye Pédestre (juillet) des concours de belote, et le repas des aînés, avec le CCAS de la commune (décembre).
- L'association Foire Animation organise la Foire annuelle le premier week-end de mai.
- L'association de la chapelle de l'Alumnat organise des événements dans le lieu du même nom (concerts, expositions) ainsi que d'autres manifestations sur la commune (nuit des étoiles, concerts à la carrière de Notre-Dame-Du-Château.
- Le Racing Team du Rocharay et ses membres organisent le Rallye Automobile de Chartreuse depuis près de 30 ans.
- L'association Pour que vive Faratsiho organise le marché de Noël fin novembre.
- La commune de Miribel organise régulièrement des marchés animés, les cérémonies, le forum des associations...
- L'association Famille Rurales (AFR) locale organise régulièrement des événements (vente de brioches, soirées théâtre) et enrichit la vie locale en organisant des cours de sport et un centre aéré au mois de juillet.
- L'association Miribel Tennis organise des cours sur les terrains du Villard.
- Le Club Sportif Miribelain (CSM), club de foot local, organise tous les deux ans un tournoi inter-hameaux.

### Médias
Historiquement, le quotidien à grand tirage Le Dauphiné libéré consacre, assez régulièrement, y compris le dimanche, dans son édition du Voironnais à la Chartreuse, un ou plusieurs articles à l'actualité de la communauté de communes, du canton et quelquefois de la commune, ainsi que des informations sur les éventuelles manifestations locales, les travaux routiers, et autres événements divers à caractère local.
La commune est située sur l'aire de diffusion de radio Ici Isère, une radio publique qui émet sur tout le territoire du département de l'Isère.

### Cultes
L'église de Miribel-les-Échelles (propriété de la commune) ainsi que la communauté catholique est rattachée à la paroisse Saint Bruno de Chartreuse. Cette paroisse dépend du doyenné du Voironnais et du diocèse de Grenoble-Vienne.

## Économie
Le commune fait partie de l'aire géographique de production et transformation du « Bois de Chartreuse », la première AOC de la filière Bois en France,.

### La coopérative laitière
En 1931, les agriculteurs de la commune ont créé une coopérative laitière afin de mieux valoriser leurs productions. Cette coopérative transformait le lait en gruyère, emmental et tommes à la fruitière située au hameau du Moulin. Depuis 2009, la coopérative vend son lait pour fabriquer du Saint-Marcellin IGP.
Une entreprise de charpente bois, « la Sadoine », au lieu-dit la Bourgeat.

### Autres activités
Une fabrique de billards, les Billards « Lafuge ».
Un camping dénommé « Le balcon de Chartreuse » est situé au lieu-dit du Nézet.

## Culture locale et patrimoine

### Lieux et monuments

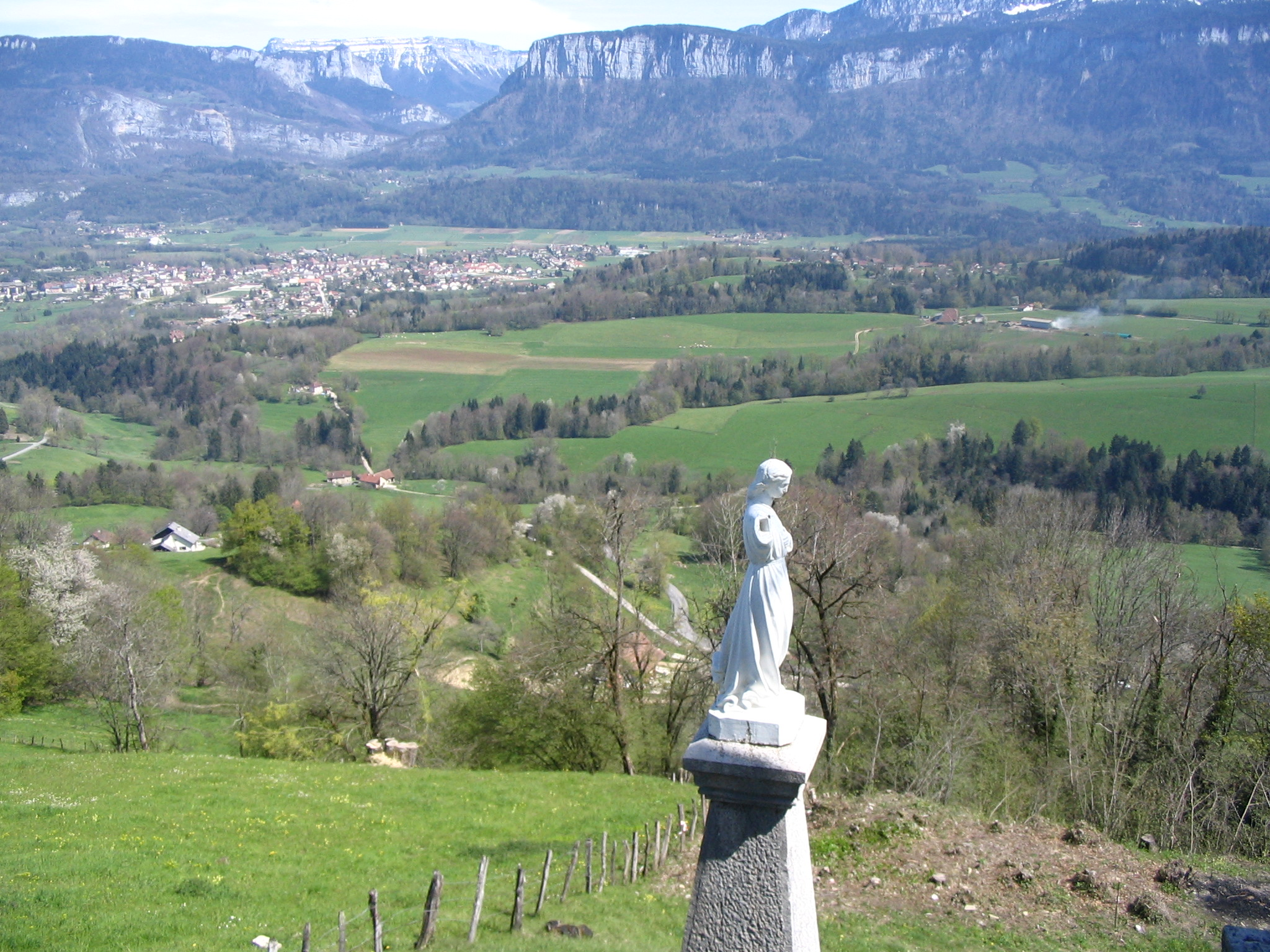
Notre-Dame du Château devant Entre-deux-Guiers, Les Échelles et les gorges de l'Échaillon.

#### L'égliseSaint-Maurice
Cet imposant monument de calcaire blanc a été inauguré le 1er février 1880. L'ancienne église médiévale, qui menaçait de s'effondrer avait été détruite deux ans plus tôt, dans l'optique d'en construire une nouvelle. De nombreux problèmes financiers ont émergé pendant sa construction, et, pour preuve, elle n'est toujours pas achevée aujourd'hui. On y trouve de beaux vitraux ayant pour sujet les mystères du Rosaire. Cette église est dotée de deux chapelles : Sainte Marie, et Saint Joseph, de chaque côté du chœur. Le clocher s'élève à 33 mètres de hauteur.

#### Notre-Dame du Château
La tour est surmontée par une statue de la Vierge et atteint 16 m de haut ; elle fut construite en 1866, ce n'est qu'en 1899 qu'on y ajouta la chapelle. Ces monuments qui n'en font plus qu'un ont été bâtis sur l'emplacement de l'ancien château fort de Miribel. En haut de la tour, on a une vue à 360° sur les environs, nous rappelant ainsi l'intérêt défensif de ce lieu.

#### L'Alumnat et sa chapelle
Les assomptionnistes décidèrent de créer un alumnat (séminaire) à Miribel. En 1887, arrivèrent de Beaufort-sur-Doron les premiers séminaristes. Les bâtiments s'étendirent, sous l'influence de deux prêtres, le père Alype, et le père Paul. La construction de la chapelle débuta en 1898, après une collecte de dons nécessaires à sa réalisation. Elle est ornementée de très beaux vitraux qui retracent pour certains la vie de Saint Antoine de Padoue. Un orgue, qui n'est plus en état de marche aujourd'hui, se trouve également dans cette chapelle. On y trouve aussi un gisant de Saint Florent. La commune, détentrice de la chapelle cherche aujourd'hui à la restaurer. Un groupe de bénévoles travaille à son animation.

#### Autres monuments et sites

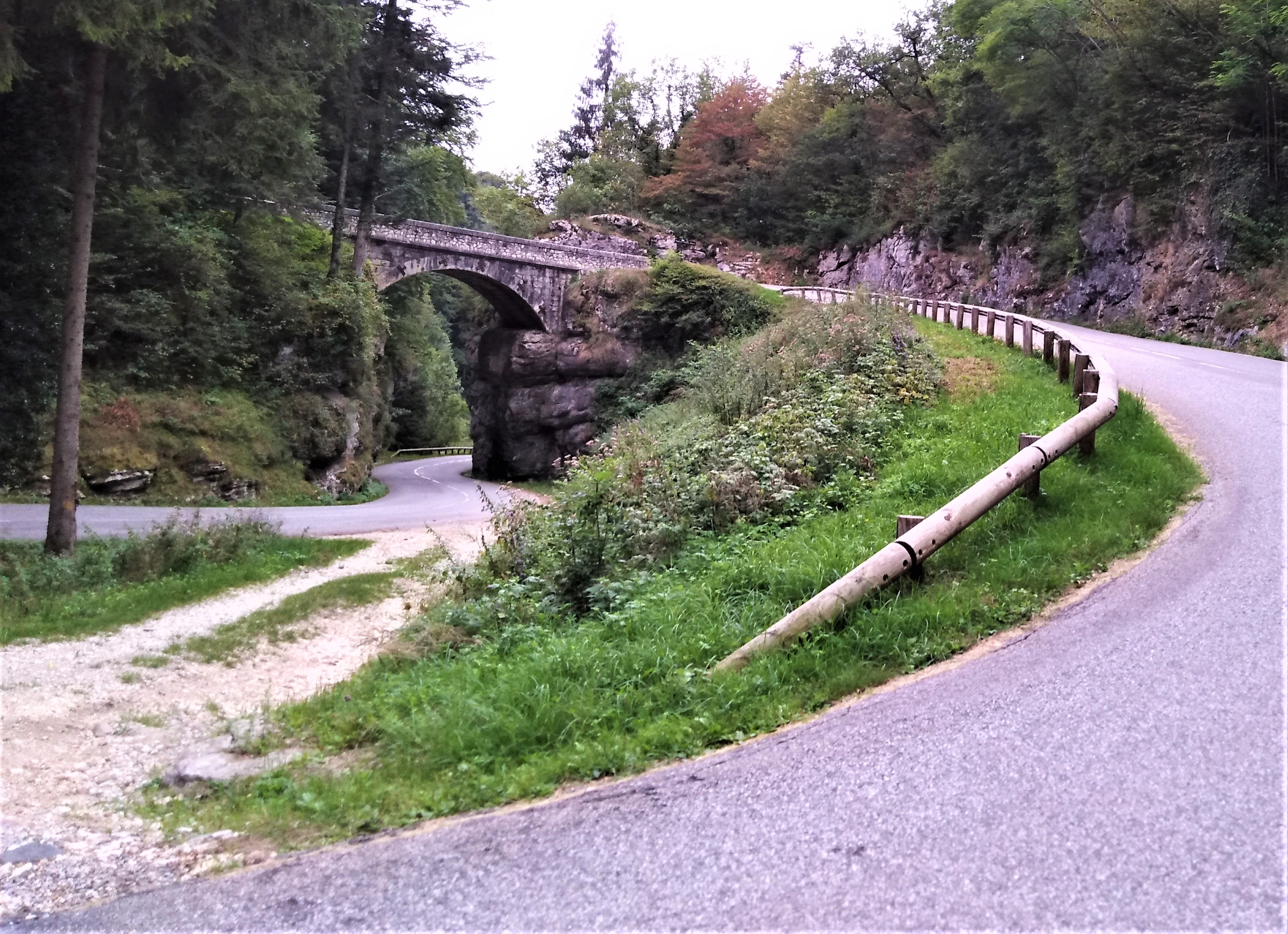
Le tourniquet de Pierre-Chave.

La commune héberge sur son territoire divers monuments et curiosités, dont :
- le pont de Pierre Chave ou « tourniquet de Pierre Chave », pont construit sous Napoléon III, mais ouvert à la circulation en 1886, qui supporte puis surplombe la route départementale 49 de façon successive, ce qui constitue une configuration routière extrêmement rare.
- la chapelle de Saint-Roch, construite en 1631 après l'épidémie de peste.
- des pierres dites « druidiques » qui sont des blocs erratiques (issues de la dernière galaciations)[40].
- des grottes, dont la grotte du loup et la grotte des réfractaires.
- trente-trois croix en pierre ou en bois
- l'oratoire de la Séverine
- le manoir des Essartières[38]
- les vestiges du château du Seuil de la Pierre, au lieu-dit homonyme[38]
- le château dit du Castel[38]
- l'obédience de Saint-Anthelme, ancien domaine agricole des Chartreux depuis le XVIIe siècle.

### Patrimoine naturel
Miribel-les-Échelles est une  des communes adhérentes du parc naturel régional de Chartreuse.

#### Zones naturelles protégées
La commune compte plusieurs zones naturelles d'intérêt écologique, faunistique et floristique (ZNIEFF) de type 1 qu'elle partage avec d'autres communes.
- Tourbière du Col des Mille Martyrs
- Marais de Saint-Laurent-du-Pont et berges de l'Herretang

### Personnalités liées à la commune
- Gilles Jacob, réalisateur et président du festival de Cannes, fut caché enfant dans la commune durant l'occupation.
- Henri Le Chatelier, père de l'industrie française, y est mort le 17 septembre 1936.
- Gervais Quenard, religieux français qui passa son enfance dans la commune.

### Héraldique
| Blason de Miribel-les-Échelles | Blason  | Écartelé d'or et de gueules ; à la cotice d'argent chargée de quatre mouchetures d'hermine de sable brochant sur le tout. |
| Blason de Miribel-les-Échelles | Détails | Le statut officiel du blason reste à déterminer.                                                                          |